# Eric Jönsson
Eric Lennart Jönsson', född 29 oktober 1922 i Södra Sandby, död 29 mars 1985 i Malmö, var en svensk ombudsman och politiker.
Jönsson var riksdagsledamot för socialdemokraterna i andra kammaren 1965-1970, invald i Fyrstadskretsen.